# Калме (Елва)
Ка́лме (ест. Kalme küla) — село в Естонії, у волості Елва повіту Тартумаа.

## Населення
Чисельність населення на 31 грудня 2011 року становила 102 особи.

## Географія
Село розташоване в південному передмісті Елва.

## Історія
До 24 жовтня 2017 року село входило до складу волості Ринґу.